# Време је злато
„Време је злато” (словен. Čas je zlato) је југословенски и словеначки филм из 1972. године који је режирао Јоже Бевц.

## Улоге
| Глумац          | Улога |
| --------------- | ----- |
| Милена Зупанчић |       |